# 李其峰
李其峰（1997年10月14日—），是台灣棒球選手，曾效力於美國職棒芝加哥小熊，但最高層級只有到新人聯盟，目前效力於中華職棒統一7-ELEVEn獅，守備位置為投手。

## 生平
2016年高中畢業後，獲得美國職棒芝加哥小熊隊的合約，而小熊隊原本開出簽約金10萬美元另附1萬美元學費的合約內容，但7月赴美體檢時確定右手肘韌帶受損，可能得動Tommy John手術，因此簽約金降為3萬美元及原本的1萬美元學費，加盟後於2017年施行手術，並在美國進行整整一年的復健。
2018年，開始進入實戰比賽，總計在新人聯盟中出賽13場比賽，2勝1敗，有1次的救援成功，防禦率4.62。
2020年3月31日，因COVID-19疫情影響導致小聯盟賽季取消，因而宣布自請離隊，結束旅美生涯，並投入2020年的中華職棒選秀會，也在選秀會前和富邦悍將隊簽下自行培訓的合約，以維持比賽手感。
2020年7月20日，於選秀會上被統一7-ELEVEn獅隊以第4輪第19順位選中，並在9月15日以月薪新台幣10萬元，外加激勵獎金80萬元的合約加盟。
2020年10月4日，首度在一軍登板，投1局被打1支安打失1分，這也是他在該年的唯一出賽紀錄。
2021年出賽20場比賽，有6次中繼成功，但防禦率高達8.35。
2022年，因為控球不理想只在一軍出賽3場比賽，是除了新人年後最差成績。
2023年出賽36場比賽，9次中繼成功是生涯最佳成績，防禦率也只有3.31，成為統一獅隊的牛棚要角。

## 職棒生涯成績
| 年度 | 球隊           | 出賽 | 先發 | 勝投 | 敗投 | 中繼 | 救援 | 完投 | 完封 | 三振 | 四死 | 責失 | 投球局數 | 自責分率 | 被上壘率 |
| ---- | -------------- | ---- | ---- | ---- | ---- | ---- | ---- | ---- | ---- | ---- | ---- | ---- | -------- | -------- | -------- |
| 2020 | 統一7-ELEVEn獅 | 1    | 0    | 0    | 0    | 0    | 0    | 0    | 0    | 2    | 3    | 1    | 1.0      | 9.00     | 3.00     |
| 2021 | 統一7-ELEVEn獅 | 20   | 0    | 0    | 0    | 6    | 0    | 0    | 0    | 16   | 8    | 17   | 18.1     | 8.35     | 1.91     |
| 2022 | 統一7-ELEVEn獅 | 3    | 0    | 0    | 0    | 0    | 0    | 0    | 0    | 1    | 0    | 0    | 2.2      | 0.00     | 0.38     |
| 2023 | 統一7-ELEVEn獅 | 36   | 0    | 0    | 1    | 9    | 0    | 0    | 0    | 13   | 16   | 13   | 35.1     | 3.31     | 1.30     |
| 2024 | 統一7-ELEVEn獅 | 32   | 0    | 0    | 0    | 5    | 0    | 0    | 0    | 13   | 17   | 16   | 26.0     | 5.54     | 1.77     |
| 合計 | 5年            | 92   | 0    | 0    | 1    | 20   | 0    | 0    | 0    | 45   | 44   | 47   | 83.1     | 5.08     | 1.57     |

## 外部連結
- 李其峰在台灣棒球維基館上的頁面（繁體中文）
- 李其峰在美國職棒官網（英语）
- 李其峰在中華職棒官網
- 李其峰在Baseball-Reference.com（小聯盟以及海外聯盟）（英语）
- 李其峰在FanGraphs.com（英语）
- 李其峰在The Baseball Cube（英语）